# 布科韋 (維諾吉拉季夫區)
48°10′52″N 23°4′12″E / 48.18111°N 23.07000°E
布科韋（烏克蘭語：Букове）是位於烏克蘭西部外喀爾巴阡州裏貝雷霍韋區的村莊，始建於1700年，面積20.87平方公里，海拔高度164米，2001年人口2,154。